# I testimoni (film)
I testimoni (Les témoins) è un film del 2007 diretto da André Téchiné.
Nel film, che ha per protagonisti Emmanuelle Béart e Michel Blanc, si ritrovano temi tra cui l'amore tormentato, la morte e la rinascita.
L'azione si svolge a Parigi nel 1984 all'imperversare delle prime epidemie di AIDS.
Il film è stato presentato in concorso al Festival di Berlino.

## Trama
Manu ha 20 anni quando arriva a Parigi in cerca di lavoro. Si trasferisce provvisoriamente nell'albergo dove alloggia la sorella, Julie, impegnata totalmente nel canto, che cerca di mantenere dal fratello una certa distanza.
Manu esce spesso la sera, frequenta luoghi d'incontro per omosessuali. Ed è in un parco che incontra Adrien, medico gay cinquantenne e acculturato, con il quale stringerà un'amicizia casta e spensierata.
Durante un weekend di vacanza, Adrien presenta Manu a una giovane coppia sposata, Mehdi e Sarah, rispettivamente un poliziotto e una scrittrice di storie per bambini. In apparenza la coppia sembra felice, tranquilla, senza inquietudini. Tuttavia la realtà è un'altra: Sarah non riesce ad accettare suo figlio, nato da poco, e, non riuscendo a prendersi cura di lui, s'immerge totalmente nel suo lavoro di scrittrice, anche se in piena crisi creativa.
L'arrivo di Manu a Parigi e la sua intrusione nella vita di Julie, Mehdi, Sarah e Adrien metterà in crisi il loro fragile equilibrio sociale e sentimentale, senza volerlo né saperlo, rivelandone i desideri più reconditi.

## Riconoscimenti
- Premi César 2008
  - migliore attore non protagonista (Sami Bouajila)